# Otostigmus greggi
Otostigmus greggi är en mångfotingart som beskrevs av Chamberlin 1944. Otostigmus greggi ingår i släktet Otostigmus och familjen Scolopendridae.
Artens utbredningsområde är Vanuatu. Inga underarter finns listade i Catalogue of Life.